# Asiosilis cicatricosa
Asiosilis cicatricosa es una especie de coleóptero de la familia Cantharidae.

## Distribución geográfica
Habita en Indonesia.